# Oryzomys subflavus
Cerradomys subflavus là một loài động vật có vú trong họ Cricetidae, bộ Gặm nhấm. Loài này được Wagner mô tả năm 1842.